# Nasirul Mulk
Nasirul Mulk (ur. 17 sierpnia 1950 w dystrykcie Swat) – pakistański prawnik, od 1 czerwca do 18 sierpnia 2018 pełniący obowiązki premiera Pakistanu.

## Życiorys
Ukończył prawo na Uniwersytecie w Peszawarze. Później wykładał tam prawo oraz pełnił funkcję sędziego w peszawarskim sądzie przez siedemnaście lat. W 2005 został sędzią pakistańskiego Sądu Najwyższego. 6 czerwca 2014 stanął na czele Sądu Najwyższego i pełnił tę funkcję do 6 lipca 2015.
1 czerwca 2018 przejął obowiązki premiera Pakistanu i pełnił je do zaprzysiężenia rządu Imrana Khana w dniu 18 sierpnia 2018.

## Życie prywatne
Syn Kamrana Khana, senatora w latach 1973–1977. Jego młodszy brat – Shuja-ul-Mulk, w latach 2003–2009 również sprawował mandat senatora.